# Agave filifera
Espèce
Classification phylogénétique
Agave filifera est une espèce de plantes à fleurs de la famille des Agavaceae originaire du centre du Mexique.

## Description
Cet agave est très poilu, d'où son nom vernaculaire "agave poilu".
Il est aussi petit. Il ne dépasse pas 40 cm de haut et 50 cm de large. En revanche, sa hampe florale mesure de 2 à 4 m.
Ses fleurs sont jaunes ou violettes.

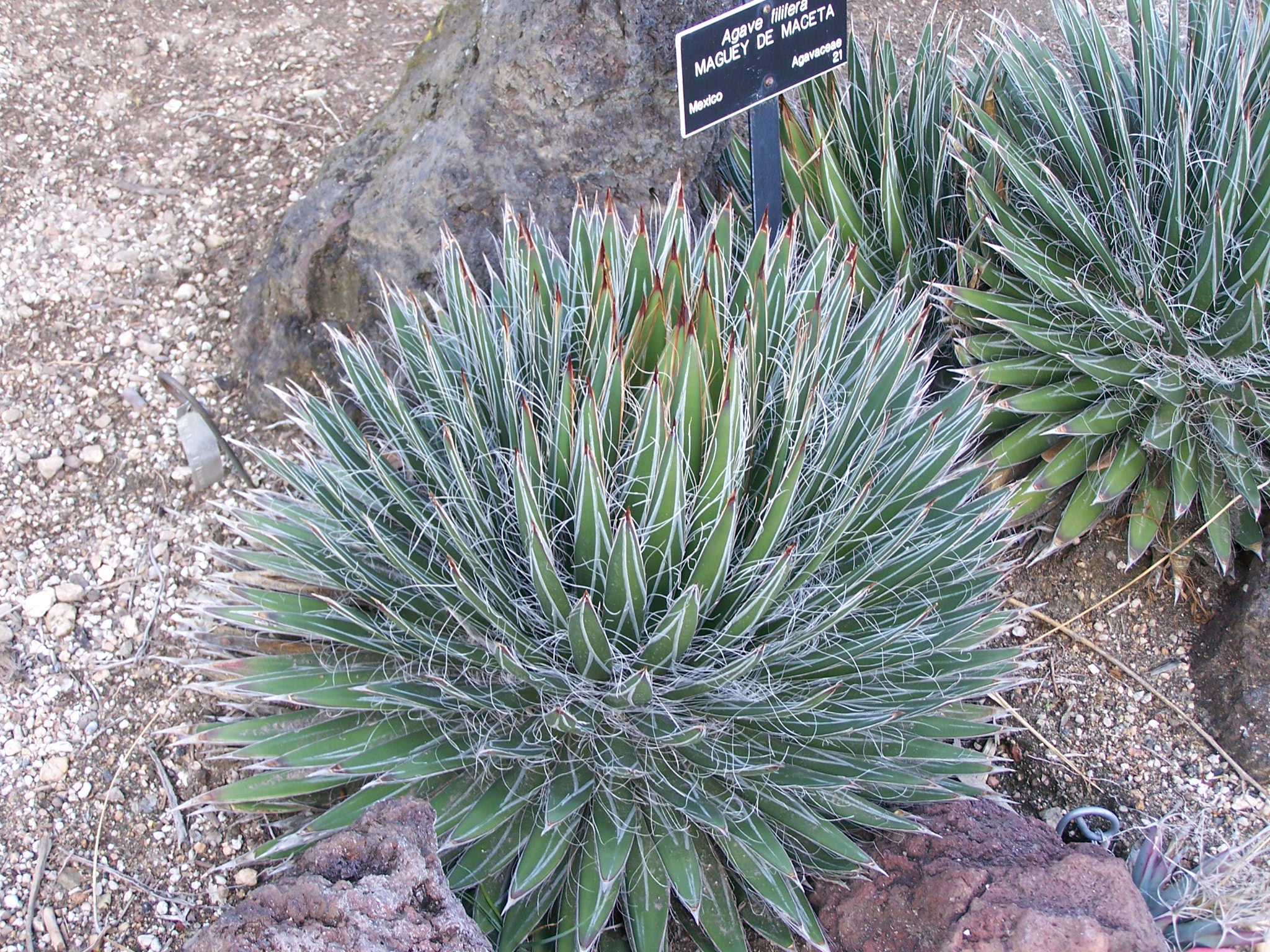
Rosette de feuilles (jardin botanique de la Bibliothèque Huntington, en Californie).
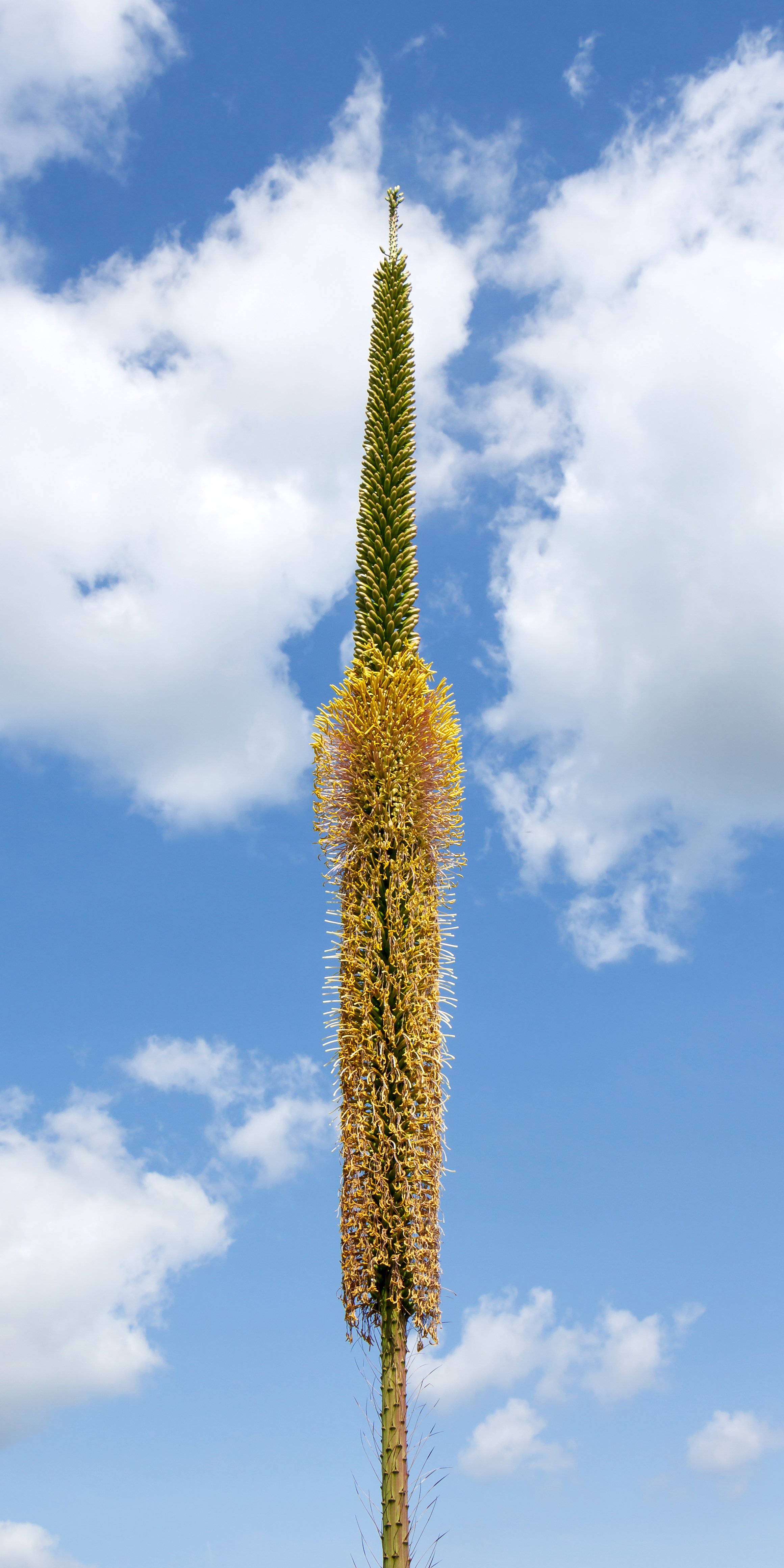
Tige florale.
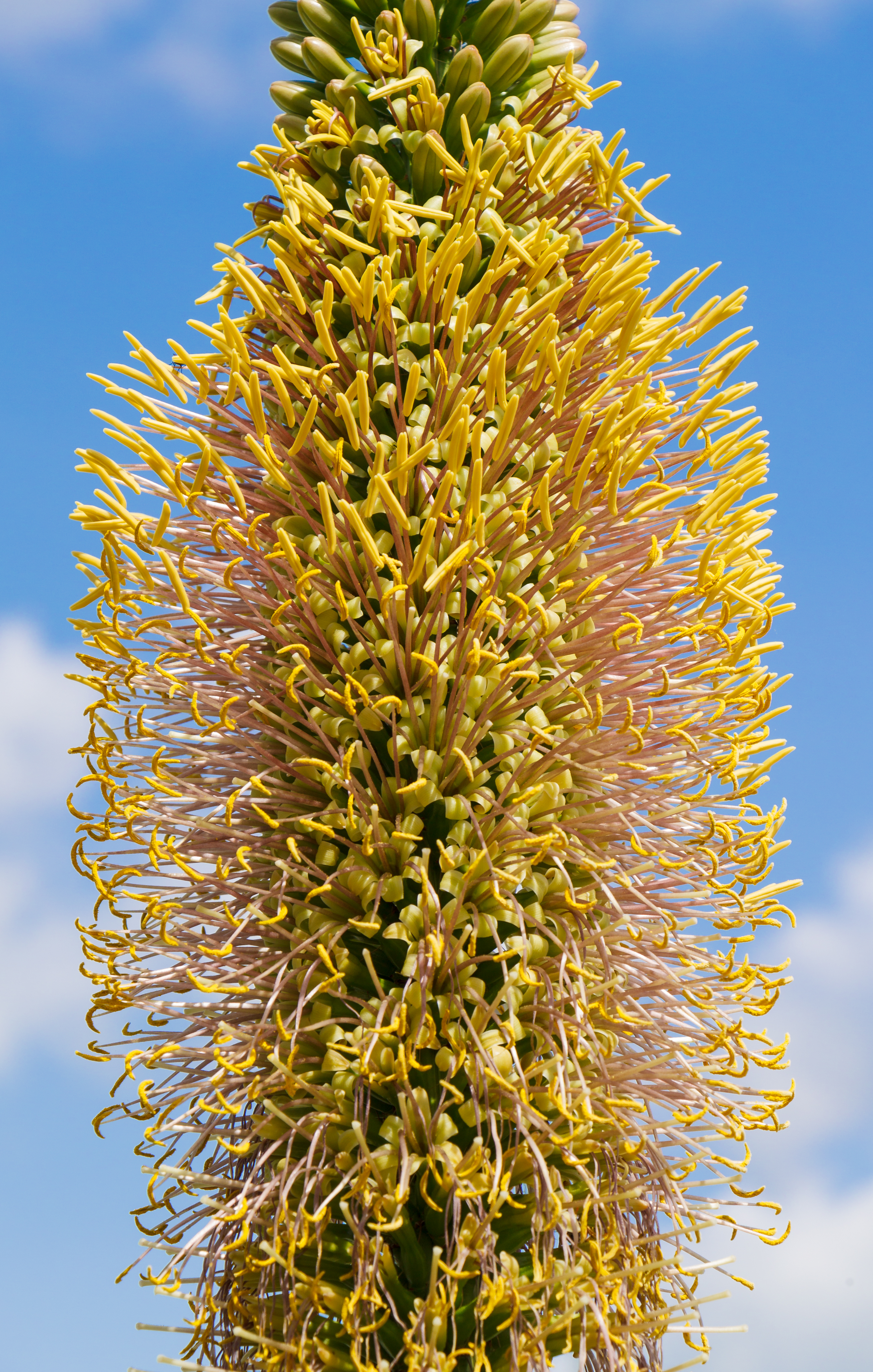
Détail de la tige florale.